# Peekskill
Peekskill is een plaats (city) in de Amerikaanse staat New York, en valt bestuurlijk gezien onder Westchester County. In 1940 kreeg Peekskill stadsrechten en scheidde zich af van Cortlandt.

## Demografie
Bij de volkstelling in 2000 werd het aantal inwoners vastgesteld op 22.441.
In 2020 werd het aantal inwoners tijdens de census 25.431.

## Geografie
Volgens het United States Census Bureau beslaat de plaats een oppervlakte van
14,2 km², waarvan 11,2 km² land en 3,0 km² water. Peekskill ligt op ongeveer 18 m boven zeeniveau.

## Plaatsen in de nabije omgeving
De onderstaande figuur toont nabijgelegen plaatsen in een straal van 8 km rond Peekskill.

## Geboren in Peekskill
- Michael Cochrane (1948), jazzpianist, -componist en auteur
- T.C. Boyle (1948), schrijver
- Paul Reubens (1952-2023), acteur, beter bekend als Pee-wee Herman
- Mel Gibson (1956), filmacteur, -regisseur en -producent
- Stanley Tucci (1960), acteur en filmregisseur

## Foto's

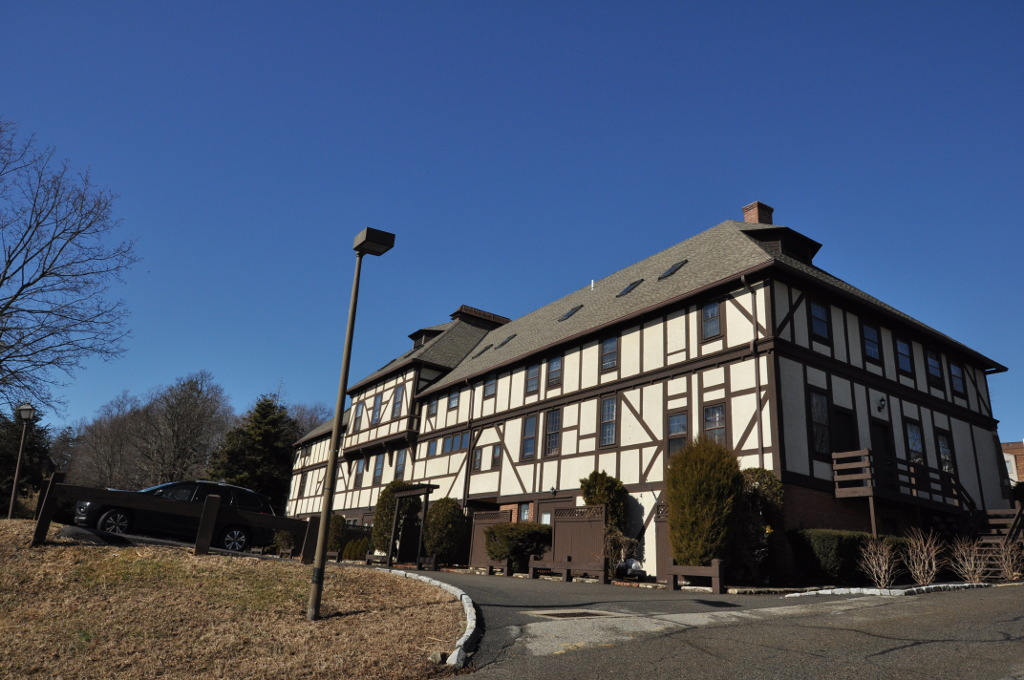
Beecher Estate
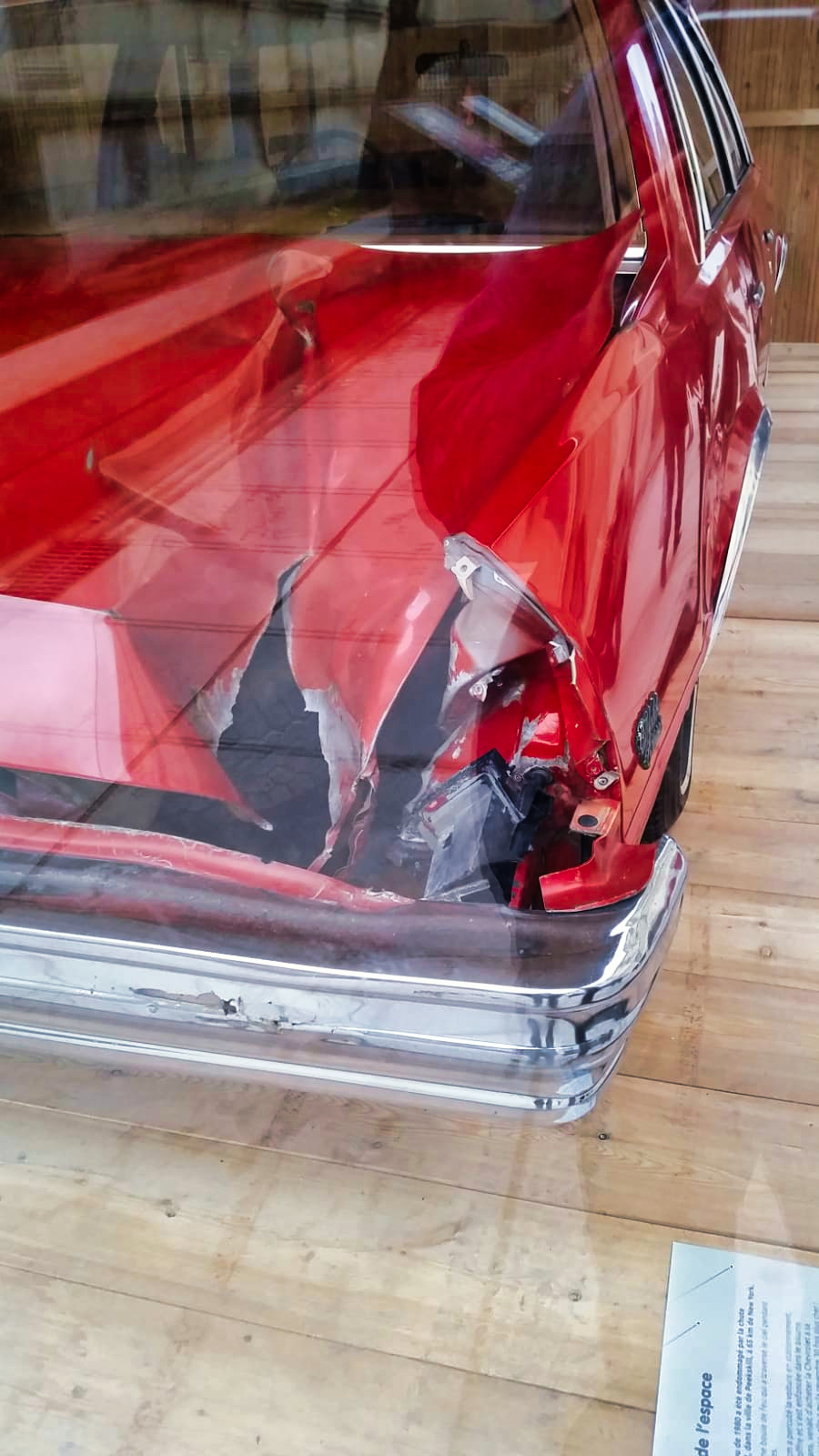
Auto die in 1992 door de Peekskill-meteoriet werd geraakt
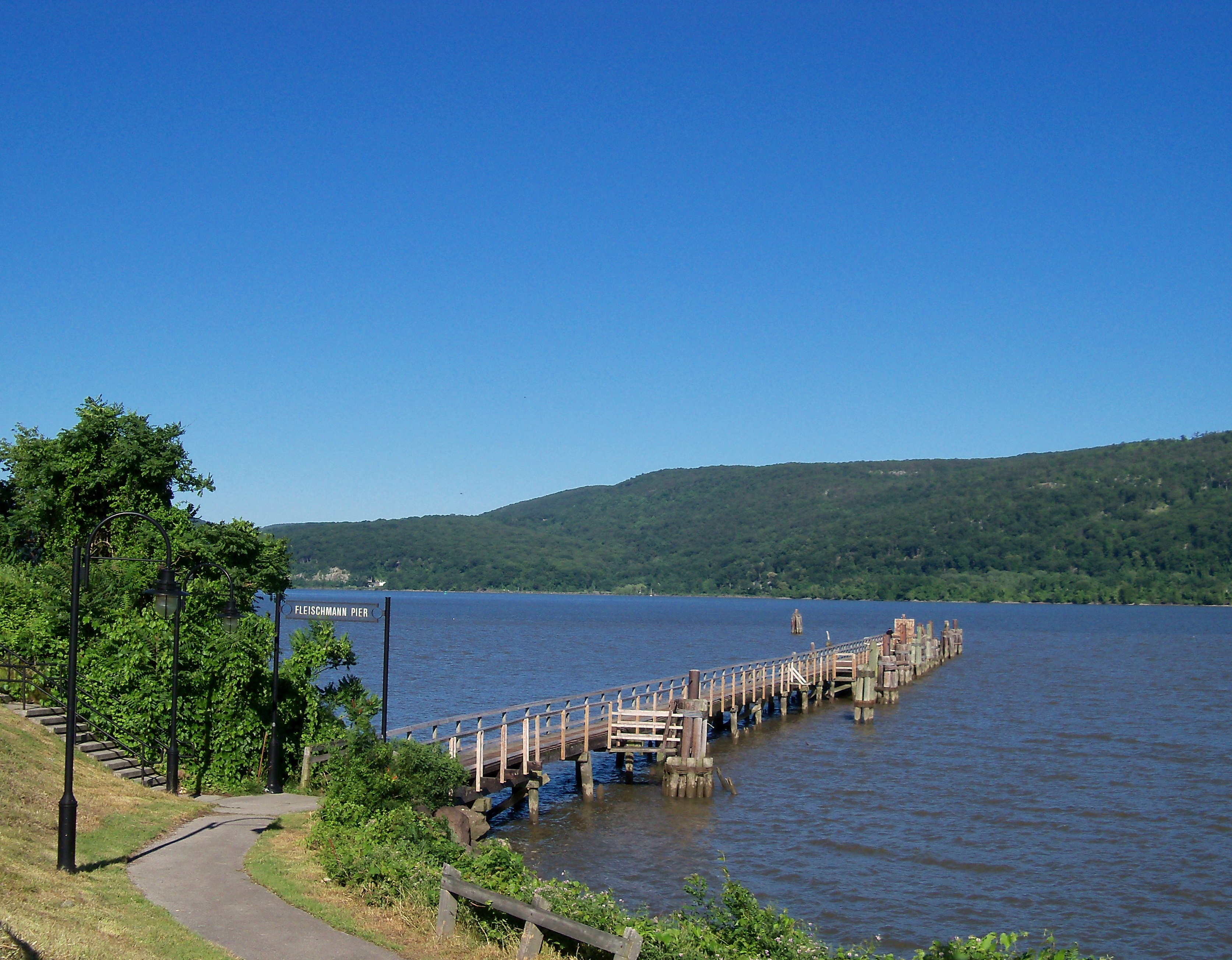
Fleischmann Pier
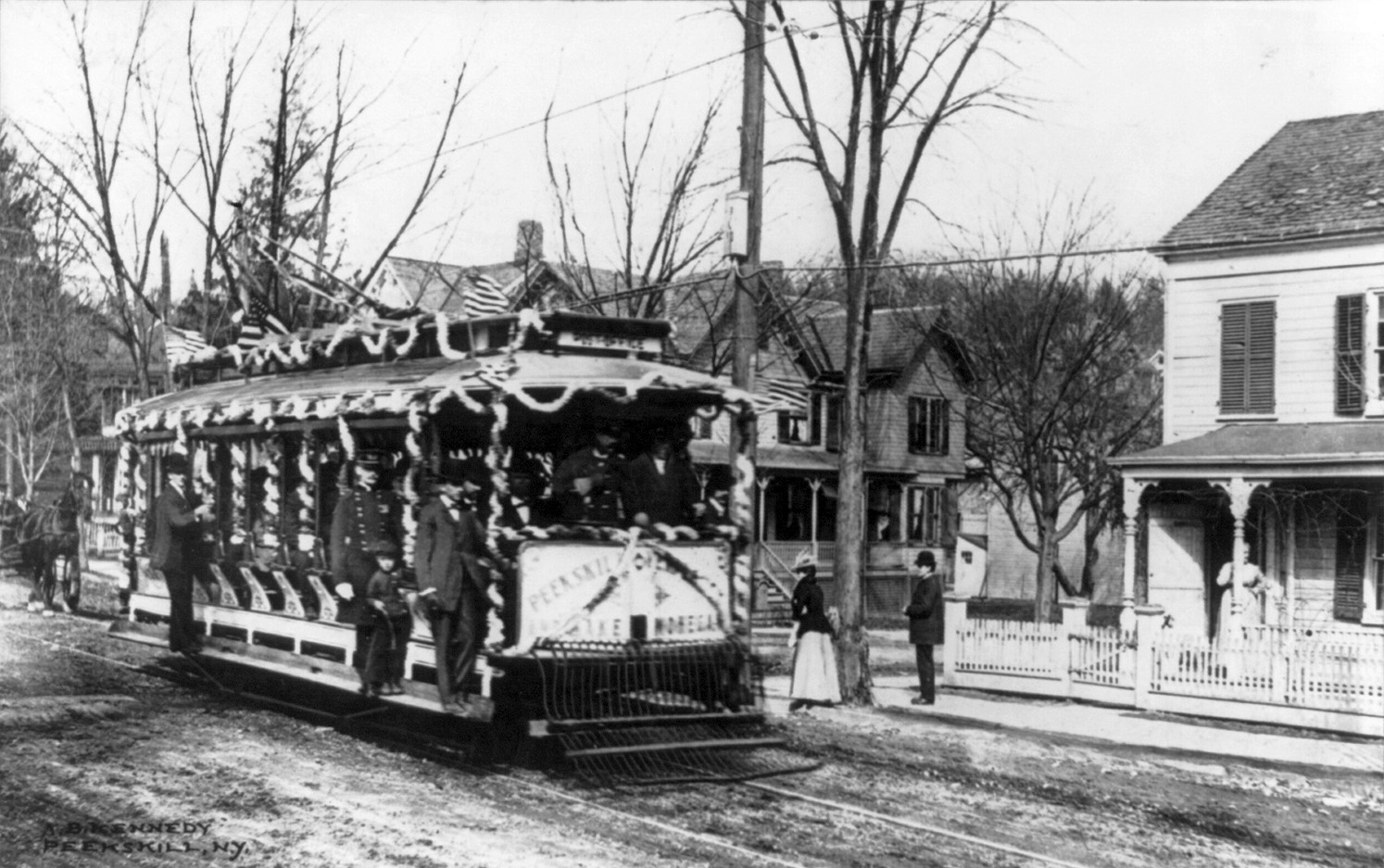
Versierde tram (1907)